# Feride Hilal Akın
Feride Hilal Akın (* 8. März 1996 in Istanbul) ist eine türkische Popmusikerin.

## Karriere
Ihre musikalische Karriere begann im Jahr 2016 mit der Veröffentlichung des Songs Bilir Mi?, die in Zusammenarbeit mit dem Enbe Orkestrası entstanden ist.
Einem breiten Publikum wurde sie ein Jahr später durch die Rolle als Şirin in der Serie Yeni Gelin bekannt.
Weitere erfolgreiche Kollaborationen folgten mit İlyas Yalçıntaş (Şehrin Yolu), Buray (Rampapapam), Murat Dalkılıç (Can), Hakan Tunçbilek (Gizli Aşk) oder Sheyh Ree (İstanbul'da Aşk).
Im Jahr 2019 veröffentlichte sie ihre erste Solo-Single Yok Yok, die ebenfalls ein Hit wurde und zu Akıns bislang bekanntesten Songs gehört.

## Diskografie

### Singles
| - 2016: Bilir Mi? (mit Enbe Orkestrası) - 2017: Ayrılık Zor (mit Onur Baytan) - 2017: İmkansız Aşk (mit Onur Baytan & Halil İbrahim Kurum) - 2018: Gizli Aşk (mit Hakan Tunçbilek) - 2018: Neler Olacak (mit Hakan Tunçbilek) - 2018: Şehrin Yolu (mit İlyas Yalçıntaş) - 2019: Yok Yok (Original: Rauf & Faik – Детство) - 2019: Kim - 2019: Tutku - 2020: Sen Benden Gittin Gideli (mit Mazlum Çimen) - 2020: Rampapapam (mit Arem Ozguc, Arman Aydin, KÖK$VL & Buray) - 2020: Zehir Delisi - 2020: Yağmurlar - 2020: Bal (mit Beko) - 2021: Dedikodu | - 2021: Deprem Gibi (mit Doğuş Çabakçor) - 2021: İstanbul'da Aşk (mit Sheyh Ree) - 2022: Elimde Duran Fotoğrafın - 2022: Lay Low (mit Montiego & Matthew Bento) - 2022: Soygun - 2023: Can (mit Murat Dalkılıç) - 2023: Filme Gel - 2023: Bunca Yıl - 2023: Susmadı - 2023: Seni Gidi Seni - 2024: Matrix432hz - 2025: Taht - 2025: Hatırladım - 2025: Limbo |

Quelle:

### Akustik-Aufnahmen
- 2021: Mesafe (Akustik)
- 2021: Mor Yazma (Akustik)
- 2021: Canımsın Sen (Akustik)
- 2021: Unutamadım (Akustik)
- 2021: Aşk Her Şeyi Affeder Mi? (Akustik)
- 2022: Ben Ölmeden Önce (Akustik)
- 2022: Nilüfer (Akustik)
- 2022: Bu Gece (Akustik)
- 2022: Yalnızlık Senfonisi (Akustik)

## Filmografie
Filme
- 2018: Kafalar Karışık
- 2023: Aşkın Saati: 19.03

Serien
- 2017–18: Yeni Gelin